# Pierre Rusconi
 (septembre 2022).
Si vous disposez d'ouvrages ou d'articles de référence ou si vous connaissez des sites web de qualité traitant du thème abordé ici, merci de compléter l'article en donnant les références utiles à sa vérifiabilité et en les liant à la section « Notes et références ».
Pierre Rusconi, né le 3 décembre 1949 à Breganzona est une personnalité politique suisse membre de l'Union démocratique du centre.

## Biographie
Il est élu au Conseil national comme représentant du canton du Tessin en 2011. 